# Shopping and Fucking
Shopping and Fucking (talvolta scritto come Shopping and F*cking o ancora come Shopping and F***ing) è un'opera teatrale di Mark Ravenhill, debuttata al Royal Court Theatre di Londra nel 1996.
Il dramma, privo di una trama lineare, racconta di Mark, Dobby, Gary e Lulu (i nomi sono quelli della cantante Lulu e della band Take That) e di come la loro vita sessuale sia influenzato dal consumismo. Tra i temi trattati ci sono anche la dipendenza dalla droga, il taccheggio, la prostituzione ed il sesso anale, orale e telefonico.